# A.S.D. Boca Ascesa Val Liona
ASD Boca Ascesa Val Liona là một câu lạc bộ bóng đá Ý đến từ Val Liona, Veneto.

## Lịch sử
Nguồn gốc của bóng đá ở Grancona trở lại năm 1969 khi được thành lập AC Grancona Calcio, được tái lập vào năm 2005 với tên ASD Nuovo Calcio Grancona.
Vào mùa hè 2012 sau khi mua lại danh hiệu thể thao của câu lạc bộ Eccellenza  Nuova Valdagno, có trụ sở tại Valdagno, câu lạc bộ đổi tên thành Boca Ascesa Val Liona.

## Màu sắc và huy hiệu
Màu sắc của đội là đen và cam.